# Narriman Sadek
Titre
Reine d'Égypte et du Soudan
6 mai 1951 – 26 juillet 1952
(1 an, 2 mois et 20 jours)
Narriman Sadek ( ناريمان صادق ou Nariman Sadiq), née le 31 octobre 1933, et morte le 16 février 2005, est la seconde épouse de Farouk, roi d'Égypte et la dernière reine d'Égypte.

## Biographie

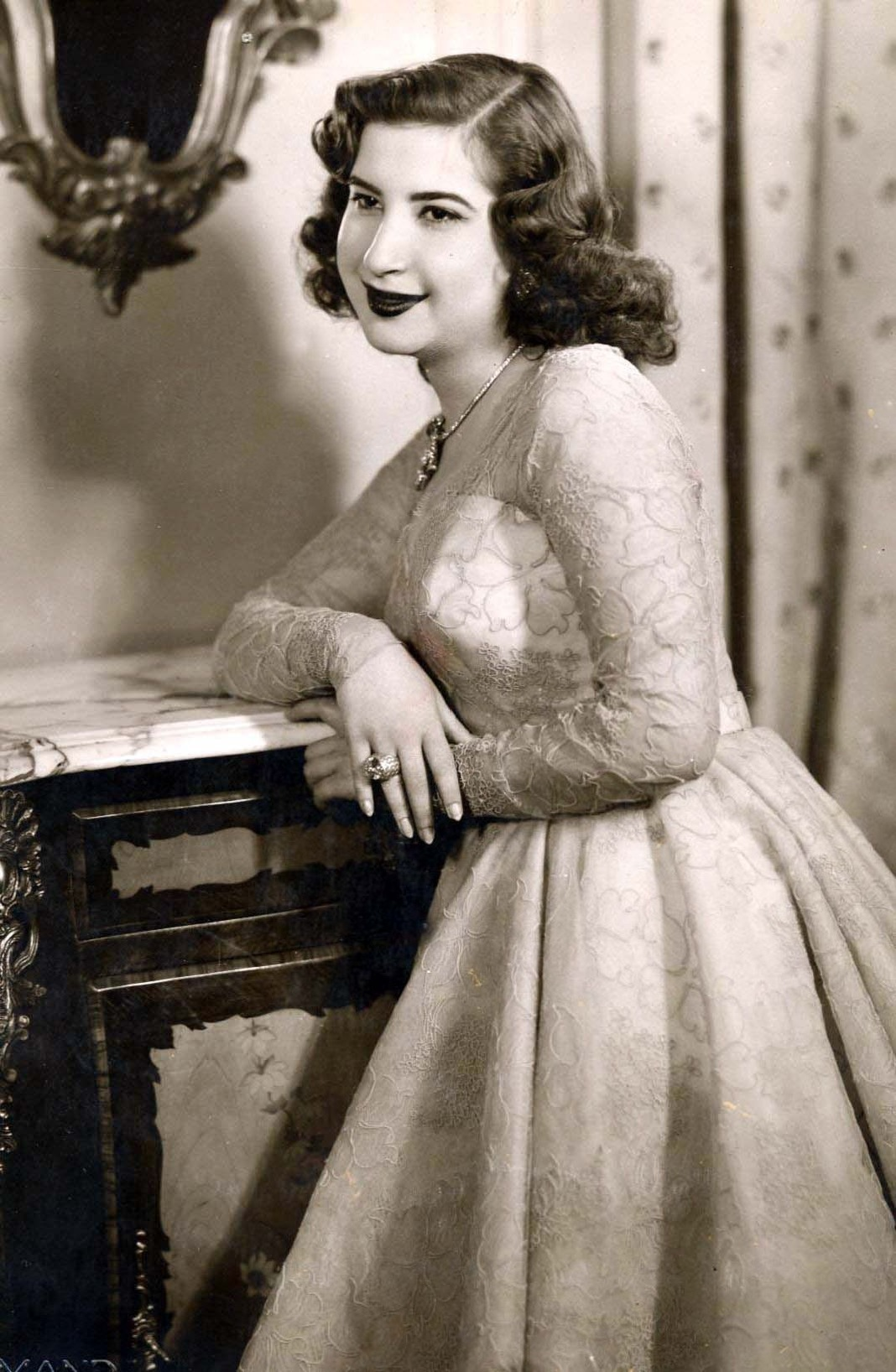
Narriman Sadek avant son mariage, le 5 mai 1951.

Narriman Sadek est la fille de Hussain Fahmi Sadiq Bey, un haut fonctionnaire égyptien, et la nièce d'un ministre. Le bruit d'un remariage du roi Farouk avec elle est connu dès 1949. Un an auparavant, le roi Farouk avait répudié sa première épouse dont il n'avait eu aucun enfant mâle. Il aurait rencontré sa nouvelle épouse cette même année 1949 dans une bijouterie du Caire. Elle est ensuite envoyée à l'ambassade d'Égypte à Rome pour se préparer à ses futures fonctions, apprendre plusieurs langues étrangères, et dit-on pour perdre du poids.
La cérémonie de mariage se déroule le 6 mai 1951 suivant un cérémonial très codifié. La fiancée, âgée de 17 ans, attend dans une pièce d'un palais du Caire. Ni elle ni aucune autre femme n'assiste à la cérémonie, conformément à la tradition, tandis que dans une autre pièce son oncle, Mohammed Ali Sadek bey (son père étant décédé entre-temps), place sa main droite dans la main droite du roi Farouk. Le cheikh Abdel Meguid Selim, recteur de l'université d'Al-Azhar, étend sa main sur un mouchoir recouvrant les deux mains et récite des versets du Coran. Des coups de canon sont alors tirés confirmant à Narriman Sadek qu'elle est devenue reine.
Le 16 janvier 1952, Narriman Sadek donne naissance à un fils, le futur Fouad II.
Après l'abdication de Farouk, la famille royale part en exil à bord du yacht royal. En mars 1953, fatiguée de la vie de coureur de jupon de son mari, Narriman retourne en Égypte avec sa mère. Elle divorce en février 1954 et ne reçoit aucune pension alimentaire, revoyant rarement le fils issu de son union avec Farouk. Le 3 mai 1954, elle épouse le fils d'un ancien médecin personnel de Farouk, Adham al-Nakib. Ils ont un enfant, Akram, et divorcent à leur tour en 1961. En 1967, elle se remarie avec Ismail Fahmi, un autre médecin. Elle poursuit ensuite paisiblement sa vie, au Caire et dans sa banlieue, jusqu'à sa mort.